# Iton semamora
Espèce
Iton semamora est une espèce de lépidoptères (papillons) de la famille des Hesperiidae.

## Répartition
Birmanie.

## Philatélie
Ce papillon figure sur une émission du Laos de 1982 (valeur faciale : 6 k).